# Robb Flynn
Robert Conrad "Robb" Flynn (n. Lawrence Matthew Cardine la 19 iulie 1968, Oakland, California) este vocalistul și chitaristul trupei heavy metal Machine Head. Robb Flynn a format trupa împreună cu Adam Duce, Logan Mader și Tony Costanza după ce a părăsit formația Vio-Lence. În prezent el este unicul membru inițial al formației.